# Aglia caecata
Aglia caecata är en fjärilsart som beskrevs av Schultz. 1903. Aglia caecata ingår i släktet Aglia och familjen påfågelsspinnare. Inga underarter finns listade i Catalogue of Life.